# Rhus incana
Espèce
Classification phylogénétique
Rhus incana est une espèce de plante du genre Rhus et de la famille des anacardiacées.